# 경조윤
경조윤(京兆尹)은 중국 고대의 관직으로, 전한의 수도인 장안과 그 주변 지역인 삼보를 관할하는 특수한 지방 장관이다.

## 전한
전한의 수도권을 관할하는 직책은 경조윤 · 좌풍익 · 우부풍이 있으며 이는 모두 전한의 내사와 관련이 있다. 고제가 새(塞)나라를 정복하고서 위남군과 하상군을 세웠는데, 경조윤의 관할 영역은 이 중 위남군에 상당한다. 고제 9년(기원전 198년), 전한의 수도권 지역의 군을 폐지하고 진나라처럼 내사를 두면서 위남군도 폐지됐다. 무제 건원 6년(기원전 135년)에 내사의 관할 영역을 좌우로 나누면서, 우내사에 옛 위남군과 중지군이 속하고 좌내사에 옛 하상군이 속했다. 태초 원년(기원전 104년)에 우내사를 고쳐서 처음으로 경조윤을 두었다. 원시 2년(2년)의 인구조사에 따르면 19만 5702호, 68만 2468명을 관할했다. 원시 4년(4년)에는 경사(京師)를 나누어 전휘광과 후승렬이라는 2군을 설치했으나 후한 때 이를 회복시켰다. 현대의 시안시 대부분과 웨이난시의 웨이허 이남 지역에 해당한다.
| 현명     | 한자     | 대략적 위치                    | 비고 |
| -------- | -------- | ------------------------------ | --- |
| 장안현   | 長安縣   | 시안시 웨이양구 한 장안성 유적 | 고제 5년(기원전 202년)에 설치했다. 8만 8백호, 24만 6200명을 관할했다. |
| 신풍현   | 新豊縣   | 시안시 린퉁구 북동             | 여산(驪山)이 남쪽에 있으니 주나라 시대의 여융(驪戎)이다. 진(秦)나라의 이읍(酈邑)으로 고제 7년(기원전 200년)에 처음 설치했다. 응소에 따르면 태상황의 향수를 달래기 위해 고제가 고향 풍(豊)과 비슷한 마을을 만들어 신풍이라 했다고 한다. 성제 때 진탕·해만년의 건의로 희향(戲鄕)을 창릉현(昌陵縣)으로 개편하여 능읍을 조성하려다가 실패하였다. |
| 선사공현 | 船司空縣 | 웨이난시 퉁관현 북             | |
| 남전현   | 藍田縣   | 시안시 란톈현 서               | 산에서 아름다운 옥이 난다. 호후산사(虎候山祠)가 있다. 진헌공이 세웠다. |
| 화음현   | 華陰縣   | 웨이난시 화인시 동             | 옛 음진(陰晉)으로, 진나라 혜문왕 6년 영진(寧秦)으로 개명했고, 고제 8년(기원전 199년)에 화음으로 개명했다. 태화산(太華山)이 남쪽에 있어 사당이 있으니 예주산(豫州山)이다. 집령궁(集靈宮)은 무제가 세웠다. |
| 정현     | 鄭縣     | 웨이난시 화저우구              | 정 환공의 첫 봉지로 정나라라는 국명의 유래. 철관이 있다. |
| 호현     | 湖縣     | 싼먼샤시 링바오 시 서          | 주천자사(周天子祠) 두 곳이 있다. 원래 이름은 호(胡)로 건원 원년에 개명했다. |
| 하규현   | 下邽縣   | 웨이난시 북동                  | |
| 남릉현   | 南陵縣   | 시안시 동                      | 문제 7년에 설치했다. 기수(沂水)가 남전곡(藍田谷)에서 나와 북으로 패릉에 이르러 패수(霸水)로 들어간다. 패수도 남전곡에서 나와 북으로 위수로 들어간다. |
| 봉명현   | 奉明縣   | 시안시 북서                    | 선제의 아버지 유진의 무덤인 봉명원(奉明園)이 소재한 곳으로, 본래 광명(廣明)이었으나 선제가 고쳤다. |
| 패릉현   | 霸陵縣   | 시안시 북동                    | 원래는 지양(芷陽)으로 문제가 개명했다. |
| 두릉현   | 杜陵縣   | 시안시 남서                    | 옛 두백국(杜伯國)으로, 원래 두(杜)였던 것을 선제가 개명했다. 주우장군두주사(周右將軍杜主祠) 네 곳이 있다. |

## 신
왕망(王莽)이 신나라를 세우고서는 다음 현의 이름을 고쳤다.
| 전한           | 신           |
| -------------- | ------------ |
| 장안(長安)     | 상안(常安)   |
| 선사공(船司空) | 선리(船利)   |
| 화음(華陰)     | 화단지(華壇) |
| 패릉(霸陵)     | 수장(水章)   |
| 두릉(杜陵)     | 요안(饒安)   |

## 후한
후한대에 낙양으로 수도를 옮기면서 수도로서의 자리를 박탈당했지만, 제2의 도시로서 윤(尹)의 자리는 유지되었다. 10현 53,299호 285,574명이 이곳에 살고 있었다. 후한 말엽 헌제 탈출전이 일어나는 동안 여러 군벌들의 전투로 인해 삼보(三輔)가 크게 황폐화되고 인구가 급감하였다.
| 현명     | 한자     | 대략적 위치   | 비고                                                       |
| -------- | -------- | ------------- | ---------------------------------------------------------- |
| 장안현   | 長安縣   | 변함없음      | 전한대의 수도였다.                                         |
| 패릉현   | 覇陵縣   | 변함없음      | 지도정(枳道亭)과 장문정(長門亭)이 있다.                    |
| 두릉현   | 杜陵縣   | 변함없음      | 풍읍(酆邑)이 현 서남쪽에 있다.                             |
| 정현     | 鄭縣     | 변함없음      |                                                            |
| 신풍현   | 新豊縣   | 변함없음      | 여산(驪山)이 있다.                                         |
| 남전현   | 藍田縣   | 변함없음      | 옥이 채굴된다.                                             |
| 장릉현   | 長陵縣   | 셴양시 북동   |                                                            |
| 상현     | 商縣     | 상뤄시 단펑현 | 홍농군에서 이관되었다.                                     |
| 상락후국 | 上洛侯國 | 상뤄시        | 총영산(冢領山)이 있다. 낙수가 나오며 본래 홍농군에 속했다. |
| 양릉현   | 陽陵縣   | 셴양시 북동   | 좌풍익에서 이관되었다.                                     |

## 위진
위진시대에 관중일대를 옹주로 분리했고, 경조윤또한 군으로 강등되면서 옹주로 이관되었다. 서진대엔 상현과 상락현이 상락군으로 분리되었고 9현 40,000호를 거느렸다. 영가의 난이 발발했을 때, 한의 침공으로 낙양이 점령당한뒤에 서진이 장안으로 수도를 옮겼다. 그러나 이 장안마저도 한의 침공으로 무너지면서 진나라는 화북을 점령당했다.
| 현명   | 한자   | 비고                                                                              |                                                            |
| ------ | ------ | --------------------------------------------------------------------------------- | ---------------------------------------------------------- |
| 장안현 | 長安縣 | 장안성이 있다.                                                                    |                                                            |
| 두릉현 | 杜陵縣 |                                                                                   |                                                            |
| 패성현 | 覇城縣 | 패릉현을 지금의 이름으로 고쳤다.                                                  |                                                            |
| 남전현 | 藍田縣 |                                                                                   |                                                            |
| 고육현 | 高陸縣 |                                                                                   |                                                            |
| 만년현 | 萬年縣 | 본래의 역양현(櫟陽縣)이었다.                                                      |                                                            |
| 신풍현 | 新豊縣 |                                                                                   |                                                            |
| 음반현 | 陰般縣 | 셴양시 창우현에 있는데, 안정군에서 이관되었고 지금의 진시황릉북쪽으로 교치되었다. |                                                            |
| 정현   | 鄭縣   |                                                                                   |                                                            |
| 상현   | 商縣   | 상뤄시 단펑현                                                                     | 홍농군에서 이관되었다.                                     |
| 상락현 | 上雒縣 | 상뤄시                                                                            | 총영산(冢领山)이 있다. 낙수가 나오며 본래 홍농군에 속했다. |

## 북조
북위에서 옹주의 치소를 한양군 농현에 두었다가 장안으로 옮겼다. 8현을 통치했다.고환이 집권한 이후 북위 문제가 장안에 있던 우문태에게 의탁하면서 북위가 동위, 서위로 분열되었을 때, 서위의 수도가 되었고 서위에서 우문씨가 직접 황위를 빼앗고 세워진 북주의 수도가 있었다.
| 현명   | 한자   | 대략적 위치                        | 비고                                                                 |
| ------ | ------ | ---------------------------------- | -------------------------------------------------------------------- |
| 장안현 | 長安縣 | 시안 시 한장안성유적               |                                                                      |
| 두현   | 杜縣   | 시안 시 서남                       | 두릉현, 두성현이라 부르던 것을 고쳤다.                               |
| 호현   | 鄠縣   | 시안시 후이구                      | 진나라 시평군에 속했던 것을 446년(태평진군 7년)에 경조군으로 옮겼다. |
| 산북현 | 山北縣 | 시안 시 창안 구 포리향             |                                                                      |
| 신풍현 | 新豊縣 | 시안 시 린퉁 구 북동 영구가도 일대 |                                                                      |
| 패성현 | 覇城縣 | 시안 시 신성가도일대               |                                                                      |
| 음반현 | 陰槃縣 | 시안 시 린퉁 구 동                 | 446년 신풍현에 통폐합했다가 487년(태화 11년)에 복구했다.             |
| 남전현 | 藍田縣 | 시안 시 란톈현 맹촌진일대          | 446년 패성현에 통폐합했다가 487년 복구했다.                          |

## 수
북주를 무너뜨린 수 문제 양견은 이전까지의 장안성에서 지금의 시안 시 북쪽에 새로운 성인 대흥성(大興城)을 쌓고 그 성을 새로운 장안의 도성으로 삼고 장안을 국가의 수도로 삼았다. 583년(수 문제 개황 3년) 경조군일대에 옹주(雍州)를 설치했고 607년(수 양제 대업 3년)주현제에서 군현제로 지방행정을 바꾸면서 경조군으로 개명되었다. 윤이 군의 민정을 맡았다. 22현 308,499호를 거느렸다.
| 현명   | 한자   | 대략적 위치                             | 비고 |
| ------ | ------ | --------------------------------------- | --- |
| 대흥현 | 大興縣 | 시안 시 북 당 장안성 유적               | 583년 대흥성에 설치했다. 북주는 경조군 만년현(萬年縣)이라고 했으나 수 문제의 잠저(龍潛)가 있었기에 대흥현으로 개명되었다. 장악궁(長樂宮)이 있었다. 북위의 두성현, 패성현, 서위의 산북현이 북주때 통폐합되었다. 선도궁(仙都宮), 복양궁(福陽宮), 태평궁(太平宮)등의 궁이 있고 관관과 옛 장안성이 있었다. |
| 시평현 | 始平縣 | 시안 시 싱핑 시 서남 위수가             | 부풍군의 치소가 있었으나 583년 군을 폐했다. |
| 무공현 | 武功縣 | 셴양 시 우궁 현 무공진                  | 북주에서 본현에 무공군을 세웠다. 하지만 건덕연간에 군을 폐지했다. 영풍거(永豐渠), 보제거(普濟渠)가 있다. |
| 주질현 | 盩厔縣 | 시안 시 저우즈현                        | 북주에서 본현에 주남군(周南郡)을 세우고 항주를 세웠다. 그리고 창성현(倉城縣)과 온탕현(溫湯縣)이 있었으나 얼마못가 폐지되었다. 사죽원(司竹園), 의수궁(宜壽宮), 선유궁(仙游宮), 문산궁(文山宮), 봉황궁(鳳皇宮)등의 궁과 관관, 그리고 태일산(太一山)과 온탕이 있다.                                       |
| 예천현 | 醴泉縣 | 셴양 시 리취안현 조진                   | 북위는 영이현(寧夷縣)이라 불렀고 서위에선 본현에 영이군을 세웠다. 북주가 진군으로 개명했다가 후에 폐지했다. 신치현과(新畤縣)과 감천현의 2현을 통폐합했고 598년(수 문제 개황 18년) 예천현으로 개명되었다. 감천수(甘泉水), 파수(波水), 낭수(浪水), 구변산(九抃山), 온수령(溫秀嶺)이 있다.                |
| 상의현 | 上宜縣 | 셴양 시 융서우현 관두향일대             | 597년 신설되었다. 막서현(莫西縣)은 598년 시치현(始畤縣)으로 개명되었고 607년 본현에 통폐합되었다. |
| 호현   | 鄠縣   | 시안 시 후이구                          | 감천궁(甘泉宮)과 종남산(終南山), 그리고 노수(澇水)가 있다. |
| 남전현 | 藍田縣 | 시안 시 란톈현                          | 북주는 본현에 남전군을 세웠으나 곧 폐지되었다. 백록현과 옥산현을 통폐합했다. 관관, 자수(滋水)가 있었다. |
| 신풍현 | 新豐縣 | 시안 시 린퉁 구 북동                    | 온탕이 있다. |
| 화원현 | 華原縣 | 퉁촨 시 야오저우구                      | 북위에서는 본현에 북옹주를 세웠다. 서위는 의주(宜州)로 개명했고 북지군을 설치했다. 북지군은 얼마못가 통천군으로 개명되었으나 개황초에 폐지되었다. 대업초에 주가 폐지되었다. 토문현을 통폐합했다. 저수(沮水), 빈산(頻山)이 있다.                                                                        |
| 의군현 | 宜君縣 | 퉁촨 시 이쥔 현 서                      | 의군(宜郡)이 있었다가 개황 초에 폐지되었다. 청수(淸水)가 흐른다. |
| 동관현 | 同官縣 | 퉁촨 시                                 | |
| 정현   | 鄭縣   | 웨이난 시 화저우구                      | 북위에서 본현에 동옹주와 화산군(華山郡)을 세웠다. 서위는 화주로 개명했고 화산군은 개황초에 폐지되었고 대업초에 동옹주가 폐지되었다. 소화산(小華山)이 있다. |
| 위남현 | 渭南縣 | 웨이난 시                               | 북위에서 본현에 위남군을 세웠다. 서위에서 영원현(靈源縣), 중원현(中源縣)의 2현을 분리신설했다. 북주에서 위남군과 상기한 2현을 폐했다. 보수궁(步壽宮)이 있었다. |
| 만년현 | 萬年縣 | 시안 시 린퉁 구 동 역양가도 일대        | |
| 고릉현 | 高陵縣 | 시안 시 가오링 현                       | 북위에서 고륙현(高陸縣)이 설치되었는데, 대업초에 지금의 이름으로 개명되었다. |
| 삼원현 | 三原縣 | 셴양 시 싼위안현 북 담촌진(淡村镇) 일대 | 북주에서 건충군(建忠郡)을 설치했으나 건덕초에 군을 폐지했다. |
| 경양현 | 涇陽縣 | 셴양 시 징양현                          | 함양현이었으나 개황초 폐지되었다. 무농거(茂農渠)가 있다. |
| 운양현 | 雲陽縣 | 셴양 시 징양 현 서북                    | 북주에서 운양군을 설치했으나 개황초 운양군이 폐지되면서 현으로 격하되었다. 경수(涇水), 오룡수(五龍水), 감수(甘水), 주마수(走馬水)가 있었다. |
| 부평현 | 富平縣 | 웨이난 시 푸핑 현                       | 북지군이 있었으나 북주에서는 중화군으로 개명했다. 얼마못가 파했다. 형산(荊山)이 있다. |
| 화음현 | 華陰縣 | 웨이난 시 화인시                        | 흥덕궁(興德宮)과 관관, 경보도위, 백거(白渠), 화산이 있다. |

## 당
618년(당 고조 무덕 원년), 수나라의 경조부를 옹주로 바꾸고 당나라의 수도로 삼았다. 620년(당 고조 무덕 3년)까지 현의 이름이 바뀌거나, 새로운 현이 신설되거나, 일부 현이 주로 신설되었다. 이중 620년, 직주(稷州)와 천주(泉州)가 분리신설되었다. 이중 직주는 627년(당 태종 정관 원년)에 폐지되었고 직주로 넘어갔던 무공현, 호치현, 주질현, 부풍현중 부풍현을 제외한 전역이 본부로 이관되었다. 643년(당 태종 정관 17년), 의주(宜州)를 통폐합했다. 666년(당 고종 건봉 원년)부터 684년(당 고종 문명 원년)까지 명당현, 건봉현, 미원현, 봉천현이 신설되었고, 측천무후가 즉위한 690년(천수 원년), 1년동안 옹주를 경조군으로 개명했다. 691년(천수 2년), 시평현, 무공현, 봉천현, 주질현, 호치현에서 직주가, 운양현, 경양현, 예천현, 삼원현, 부평현, 미원현에서 의주가 신설되었다. 하지만 701년(대족 원년) 홍주(鴻州), 의주, 정주(鼎州), 직주를 모두 폐지 17개현을 다시 옹주로 내속시켰다. 702년(장안 2년), 건봉현, 명당현이 폐지되었다. 709년(당 중종 경룡 3년), 빈주와 상주에서 각각 1개현이 1년동안 내속되었다가 다시 넘어갔다. 713년(당 현종 개원 원년), 옹주에서 경조부(京兆府)로 바뀌었다가 옹주로 바뀌었다. 716년(당 현종 개원 4년), 동주 포성현을 봉선현으로 개명, 경조부에 내속시켰다가 742년(당 현종 천보 원년), 서경(西京)으로 격상되었고, 748년(당 현종 천보 7재), 정부현이 신설되었다가 752년(당 현종 펀보 11년) 폐지되었다. 본래 18개현, 27,650호 923,320명을 거느렸으나 천보연간에는 23현, 362,921호 1,967,100명을 거느리고 휘하 88개부를 다스리는 대규모 행정구역이 되었다.
| 현명   | 한자   | 대략적 위치                             | 비고 |
| ------ | ------ | --------------------------------------- | --- |
| 만년현 | 萬年縣 | 시안 시 당 장안성                       | 618년 수나라 대흥현(大興縣)에서 지금의 이름으로 개명되었다. 666년 영락방(永樂坊)에서 명당현이 신설됐지만 702년 폐지, 만년현으로 흡수되었다. 748년 함녕현(咸寧縣)으로 개명했다가 건원연간에 원래이름으로 돌아왔다. |
| 장안현 | 長安縣 | 시안 시 당 장안성                       | 666년 건봉현(乾封縣)이 회직방(懷直坊)을 치소로 두고 분리되었으나 702년 통폐합되었다. |
| 남전현 | 藍田縣 | 시안 시 란톈 현                         | 618년 본현에서 백록현(白鹿縣)이 신설되었다. 620년, 옥산현(玉山縣)이 신설되었다. 627년, 백록현에서 개명된 영인현이 본현에 다시 통폐합되었다. |
| 위남현 | 渭南縣 | 웨이난 시                               | 618년 화주로 이관되었으나 622년 옹주로 돌아왔다. 691년 홍주(鴻州)로 이관되고 현에서 홍문현(鴻門縣)이 신설되었고 홍주는 위남현, 경산현, 고릉현, 역양현, 홍문현의 5개현을 관할했지만 본현은 얼마못가 옹주로 돌아왔고 701년 모둔현이 옹주로 내속되었다. |
| 소응현 | 昭應縣 | 시안 시 린퉁구                          | 수나라대의 신풍현성 북쪽에 치소를 두었다. 686년, 신풍현(新豐縣)에서 경산현(慶山縣)으로 개명되었으나 705년(신룡 원년) 신풍현으로 돌아왔다. 743년, 신풍현과 만년현에서 회창현(會昌縣)을 분리신설했으나 748년 신풍현을 폐지하고 회창현을 소응현으로 칭했다. 치소는 온천궁 서북쪽에 두었다. |
| 삼원현 | 三原縣 | 셴양 시 싼위안현 북 담촌진(淡村镇) 일대 | 621년, 현의치소를 청곡(淸谷)남쪽 옛 임성(任城)으로 옮겨지고 지양현(池陽縣)으로 개명되었다. 2년뒤 치소가 옛 치소로 다시 옮겨져 화지현(華池縣)으로 개명되고 일부지역이 삼원현으로 분리되어 북천주로 이관되었다. 627년, 삼원현이 폐지되었고 화지현을 옛이름인 삼원현(三原縣)으로 되돌리고 옹주로 내속했다. 1년후 만년현에 통폐합되었다. 634년 종남현이 통폐합되었다. 635년, 691년 운양현, 경양현, 예천현, 삼원현, 부평현, 미원현이 의주로 분리되었다. 하지만 701년, 의주, 직주가폐지되면서 본부로 내속되었다. |
| 부평현 | 富平縣 | 웨이난 시 푸핑 현                       | 691년 운양현, 경양현, 예천현, 삼원현, 부평현, 미원현이 의주로 분리되었으나 701년 의주가 폐지되면서 본부로 돌아왔다. 711년 중종 정릉을 현경계로 삼았다. |
| 역양현 | 櫟陽縣 | 시안 시 린퉁 구 동 역양가도 일대        | 618년 만년현에서 지금의 이름으로 개명되었다. 또한 본현에서 평릉현이 신설되었다. 619년 지양현(芷陽縣)이 신설되었다. 634년 속읍현을 흡수했다. 692년 홍주(鴻州)에 흡수되었으나 701년 본부로 돌아왔다. |
| 함양현 | 咸陽縣 | 셴양 시                                 | 619년 경양현과 시평현에서 본현이 재설치되었다. 처음에는 치소를 포교(鮑橋)에 두었으나 동년, 치소를 두우(杜郵)로 옮겨졌다. 691년 측천무후의 어머니가 묻힌 순릉을 본현 경계이 두었고 적(赤)급 현으로 격상시켰다. 하지만 당 중종이 집권하면서 적급현에서 일반 속현으로 복구되었다. |
| 고릉현 | 高陵縣 | 시안 시 가오링 구                       | 619년 본현에서 록원현(鹿苑縣)이 신설되었다. 627년, 록원현이 다시 고릉현으로 통폐합되었다. 691년 홍주에 속했으나 701년 본주로 돌아왔다. |
| 경양현 | 涇陽縣 | 셴양 시 징양 현                         | 619년 본현과 시평현에서 함양현이 신설되었다. 691년 정주(鼎州)로 이관되었으나 701년 본주로 돌아왔다. 하지만 701년, 의주, 직주가폐지되면서 본부로 내속되었다. |
| 예천현 | 醴泉縣 | 셴양 시 리취안현 감하상촌(泔河常村)     | 618년 본현에서 온수현(溫秀縣)이 신설되었다. 619년 호치현(好畤縣)이 신설되었다. 620년 시평현에서 예천현이 신설되었을 때 예천현과 다르다. 691년 운양현, 경양현, 예천현, 삼원현, 부평현, 미원현이 의주로 분리되었다. 하지만 701년, 의주, 직주가폐지되면서 본부로 내속되었다. |
| 운양현 | 雲陽縣 | 셴양 시 징양 현 운양진                  | 618년 본현에서 석문현(石門縣)이 신설되었다. 627년 지양현(池陽縣)으로 개명되었다. 634년 지양현에 통폐합되었고, 지양현이 운양현으로 개명되었다. 691년 운양현, 경양현, 예천현, 삼원현, 부평현, 미원현이 의주로 분리되었다. 하지만 701년, 의주, 직주가폐지되면서 본부로 내속되었다. |
| 무공현 | 武功縣 | 셴양 시 우궁 현 장녕향(長寧鄕)          | 620년 호치현, 주질현, 부풍현과 함께 직주로 분리되었다가 627년 본부로 내속되었다. 691년 시평현, 무공현, 봉천현, 주질현, 호치현이 직주로 분리되면서 분리되었다. 하지만 701년, 의주, 직주가폐지되면서 본부로 내속되었다. |
| 호치현 | 好畤縣 | 셴양 시 융서우 현 장화촌(庄和村)일대    | 619년 예천현에서 분리신설되었다. 620년, 무공현, 주질현, 부풍현과 함께 직주로 분리되었으나 627년 본부로 재내속되었다. 691년 시평현, 무공현, 봉천현, 주질현, 호치현이 직주로 분리되면서 분리되었다. 하지만 701년, 의주, 직주가폐지되면서 본부로 내속되었다. |
| 평릉현 | 平陵縣 |                                         | 618년 역양현에서 신설되었는데, 619년 일부지역이 속읍현(粟邑縣)이 신설되었다. |
| 주질현 | 盩厔縣 | 시안 시 저우즈현                        | 619년, 본현에서 종남현(終南縣)이 신설되었다. 620년, 무공현, 호치현, 부풍현과 함께 직주로 분리되었으나 627년 본부로 재내속되었다. 691년 시평현, 무공현, 봉천현, 주질현, 호치현이 직주로 분리되면서 분리되었다. 하지만 701년, 의주, 직주가폐지되면서 본부로 내속되었다. |
| 백록현 | 白鹿縣 | 시안 시 란톈 현 석문촌(石門村)          | 619년 남전현에서 신설되었다. 620년 영인현(寧人縣)으로 개명되었으나 627년 남전현에 통폐합되었다. |
| 화원현 | 華原縣 | 퉁촨시 야오저우구                       | 643년 의주가 폐지되면서 본부로 내속되었다. |
| 동관현 | 同官縣 | 퉁촨 시                                 | 643년 의주가 폐지되면서 본부로 내속되었다. |
| 의군현 | 宜君縣 |                                         | 646년 신설되었다. |
| 명당현 | 明堂縣 |                                         | 666년 신설되었다가 702년 폐지되었다. |
| 건봉현 | 乾封縣 | 시안 시                                 | 666년 신설되었다가 702년 폐지되었다. |
| 미원현 | 美原縣 | 웨이난 시 푸핑 현 설진향(薛镇乡)        | 670년 신설되었다. 691년 운양현, 경양현, 예천현, 삼원현, 부평현, 미원현이 의주로 분리되었다. 하지만 701년, 의주, 직주가폐지되면서 본부로 내속되었다. |
| 봉천현 | 奉天縣 | 셴양 시 첸현                            | 684년 신설되었다. 691년 시평현, 무공현, 봉천현, 주질현, 호치현이 직주로 분리되면서 분리되었다. 하지만 701년, 의주, 직주가폐지되면서 본부로 내속되었다. |
| 시평현 | 始平縣 |                                         | 619년 본현과 경양현에서 함양현이 신설되었다. 691년 시평현, 무공현, 봉천현, 주질현, 호치현이 직주로 분리되면서 분리되었다. 하지만 701년, 의주, 직주가폐지되면서 본부로 내속되었다. |
| 영수현 | 永壽縣 | 셴양 시 융서우 현                       | 709년 빈주에서 내속되었으나 1년뒤 빈주로 돌아갔다. |
| 안업현 | 安業縣 | 상뤄시 전안현                           | 709년 상주에서 내속되었으나 1년뒤 상주로 내속되었다. |
| 봉선현 | 奉先縣 | 웨이난 시 푸청 현                       | 716년, 동주 포성현(蒲城縣)에서 개명되어 본부로 내속되었다. |
| 정부현 | 貞符縣 |                                         | 748년 신설되었다. |

## 중국 외에서
한국에서는 한성부판윤을 경조윤이라고도 했다.